# Feliks Aleksander Langenfeld
Feliks Aleksander Langenfeld (ur. 3 lutego 1888 w Nowym Sączu, zm. 28 stycznia 1936 w Żywcu) – major kancelaryjny Wojska Polskiego.

## Życiorys
Pochodził z rodziny austriackich osadników rolniczych, osiadłych w galicyjskim Königsau (później Równe). Był synem Feliksa (1850–1931, urzędnik) i Emilii z domu Sedlak.
Kształcił się w C. K. Gimnazjum Męskim w Sanoku, gdzie w 1901 ukończył II klasę, a w 1902 ukończył III klasę (w Sanoku zamieszkiwała jego rodzina). Następnie uczył się w Szkole Kadetów Piechoty w Budapeszcie i w Szkole Kadetów Piechoty w Łobzowie, którą ukończył w 1908. Został żołnierzem c. i k. armii. Jako chorąży służył w sanockim 45 pułku piechoty. Został absolwentem c. i k. Szkoły Wojennej. Został mianowany kolejno na stopień porucznika 20 listopada 1911, nadporucznika 1 sierpnia 1914.
Podczas I wojny światowej służył w 45 pułku na froncie rosyjskim od 1914 do 1915, w 1915 przebywał w szpitalu, potem służył w strukturze Komendy Obwodowej w Noworadomsku na przełomie 1915 i 1916 oraz batalionu etapowego w Dąbrowie na przełomie 1916 i 1917, od lipca 1917 a froncie włoskim, gdzie dowodził kompanią. Został awansowany na stopień kapitana w listopadzie 1917. Od 3 listopada 1918 do 28 stycznia 1919 przebywał w niewoli włoskiej. Po odzyskaniu wolności został żołnierzem Armii Polskiej we Francji, służąc w Biurze nr 2 w Paryżu. W 1919 był adiutantem gen. Edwarda Castellaza.
Uchwałą Rady Miejskiej w Sanoku z 1918 został uznany przynależnym do gminy Sanok. Po odzyskaniu przez Polskę niepodległości i powrocie do ojczyzny został przyjęty Wojska Polskiego. Został awansowany na stopień kapitana piechoty ze starszeństwem z dniem 1 czerwca 1919. Od 28 października 1919 był zastępcą majora Feliksa Persa, komendanta Powiatowej Komendy Uzupełnień Nowy Sącz, pełniąc funkcję w kolejnych latach jako oficer nadetatowy 1 pułku Strzelców Podhalańskich z Nowego Sącza. W międzyczasie został przeniesiony do korpusu oficerów administracyjnych, grupa oficerów kancelaryjnych i awansowany na stopień majora ze starszeństwem z dniem 15 sierpnia 1924. W lipcu 1927 roku został przeniesiony z PKU Nowy Sącz do Powiatowej Komendy Uzupełnień Żywiec na stanowisko komendanta. W listopadzie 1932 został zwolniony z zajmowanego stanowiska i oddany do dyspozycji dowódcy Okręgu Korpusu Nr V. Z dniem 30 czerwca 1933 roku został przeniesiony w stan spoczynku.
W 1934 pozostawał w ewidencji PKU Żywiec.
Zmarł 28 stycznia 1936 w Żywcu. Został pochowany na cmentarzu w tym mieście w kwaterze wojskowej.
Jego żoną została Wanda z domu Zakrzeńska (1890–1973), z którą miał synów Zbigniewa (1920–2001) oraz Feliksa (1925–1993)

## Ordery i odznaczenia
- Brązowy Medal Zasługi Wojskowej „Signum Laudis z mieczami
- Krzyż Wojskowy Karola
- Krzyż Jubileuszowy Wojskowy
- Krzyż Pamiątkowy Mobilizacji 1912–1913